# Волынская и Луцкая епархия
Волынская и Луцкая епархия — епархия Украинской православной церкви (Московского патриархата), занимающая юго-восточные районы Волынской области. Объединяет приходы и монастыри на территории Гороховского, Камень-Каширского, Киверцовского, Локачинского, Луцкого, Любешовского, Маневичского, Рожищенского районов Волынской области.
Кафедральный город — Луцк. Кафедральный храм — Свято-Покровский (Луцк). Предстоятель — митрополит Нафанаил (Крикота).

## Названия
- Волынская и Житомирская (1799—1940)
- Волынская и Луцкая (1940—1941)
- Волынская и Житомирская (1941—1943)
- Волынская и Луцкая (1944—1945)
- Волынская и Ровенская (1945—10.IV.1990)
- Волынская и Луцкая (1990—1996)
- Луцкая и Волынская (1996—2012)
- Волынская (с 2012)

## История
После второго раздела Польши в 1793 году, под покровительством Российской Империи, православная епархиальная организация Волыни стала возрождаться. Для Западной Украины и Белоруссии была учреждена Минская епархия. Массовое возвращение населения в Православие из зачастую насильственно внедрённого униатства быстро увеличивало местную паству, и в помощь архиепископу Минскому был послан архимандрит Варлаам (Шишацкий) прибывший в конце 1794 года в Житомир «с правом управляющего делами духовного ведомства по Изяславской и Брацлавской губерниям». Вскоре было прислано около 117 священников из соседних епархий для занятия праздных новоприсоединённых приходов. Указом от 12 апреля 1795 года императрица Екатерина II учредила при Минской епархии викариатство Житомирское, обращенное 16 октября 1799 года в самостоятельную Волынскую епархию. Уже 14 мая 1796 года была учреждена Волынская духовная семинария при архиерейской резиденции в городе Острог. К началу XIX века численность православных приходов более чем в 10 раз превысила количество униатских.
Кафедра новой епархии находилась в различных местах епархии: первоначально — в Преображенском монастыре города Острог, с 1825 года — в месте Аннополь Острожского уезда, во дворце кн. Яблоновского, затем в Почаевской Лавре, отобранной у василиан 25 октября 1831 года, и, наконец, с 1 октября 1840 года — в Житомире.
Указом от 17 января 1840 года епархия «…как бы потеряла свою самостоятельность, так как Волынскому Преосвященному повелено быть архиепископом Варшавским и Новогеоргиевским, управляющим Волынской епархией. Такое положение продолжалось до 1860 г., когда Варшавская архиерейская кафедра была отделена от Волынской…».
В 1844 году от Волынской к Киевской епархии был отчислен город Бердичев с уездом.
С 15 мая 1892 года обширная и многочисленная Волынская епархия становится архиепископией. В начале XX столетия начало действовать епархиальное миссионерское общество. Особо важным событием в жизни епархии и города Житомира было открытие усилиями Антония (Храповицкого) Свято-Анастасиевской церкви где в серебряной раке была помещена глава святой преподобномученицы Анастасии Римской.
На 1914 год епархия насчитывала около 1200 приходов.
В 1921—1939 годах земли Западной Волыни отошли к Польше и оказались в ведении Польской Православной Церкви. Так образовалось две епархии называвшиеся Волынскими — епархия Русской Церкви с кафедрой в Житомире продолжила своё существование, тогда как в Польской Церкви была создана Волынская епархия с кафедрой в Кременце. В составе последней был создан ряд новых викариатств и проведена частичная украинизация богослужения. К концу 1937 года из 687 храмов Волынской епархии украинский язык употреблялся в 415: только на нем богослужение совершалось в 124 храмах, поочередно в 40 храмах, периодически в 126 храмах, в 99 храмах богослужение проводилось на церковнославянском языке, но чтение Священного писания, молитв «Отче наш» и «Символа веры» ‒ на украинском, в 26 — на церковнославянском языке с украинским произношением. Украинизация богослужения на Волыни проводилась при активном содействии местного воеводы Г. Юзевского.
Волынская епархия с кафедрой в Житомире разделила судьбу Церкви в СССР, подвергшись почти полному разгрому. Пик преследований в 1937 году был отмечен расстрелом около 250 человек во главе с епископом Максимом (Руберовским).
В 1939 году Западно-Волынские земли воссоединились с Украиной в составе СССР, в 1939—1940 годах местный епископат, по принесении покаяния, был принят под омофор Русской Православной Церкви.
В 1940 году из состава Волынской были выделены независимые Луцкая и Житомирская епархии. Луцк сделался центром Экзархата Западной Украины и Белоруссии, который возглавил митрополит Николай (Ярушевич). Сталинский режим готовил уничтожение религии на новоприсоединённых территориях, и экзарх «за неделю до войны выехал в Москву, не дав никому из епископов никаких распоряжений».
Фашистская оккупация после июня 1941 года привела к прекращению связей с Московской Патриархией и способствовала расколу и образованию неканонической Украинской Автокефальной Православной Церкви возглавленной архиепископом Поликарпом (Сикорским). Оставшиеся верными Русской Церкви подверглись преследованиям, террору и убийствам со стороны украинских националистов. В 1943—1944 годах епископы-автокефалисты бежали с отступлением немецких войск.
В 1945 году Луцкий Троицкий собор стал кафедрой Волынской епархии, продолжавшей носить наименование Волынской и Ровенской вплоть до 1990 года.
В 1990 году из Волынской епархии была выделена Ровенская.
В 1992 году начались массовые переходы священников и мирян под протекторат неканонического Киевского Патриархата. Волынская облгосадминистрация передала Луцкий Троицкий кафедральный собор, здания епархиального управления и семинарии представителям Киевского патриархата. После этой передачи епархия УПЦ МП потеряла всё имущество, смогла сохранить за собой лишь одну Свято-Покровскую церковь в городе Луцк.
Епископ Нифонт (Солодуха) вспоминал это так: «Филаретовцы захватывали храмы брутально — побоями. Два священника умерли, многим попереламывали руки, выбивали пальцы, зубы, травмировали людей железными палками по голове, многие тогда попадали в реанимацию. Это было страшно. Но люди как исповедники хранили единство Православной Церкви и веры. Осенью 1992 года и Покровскую церковь опечатали. Мы молились на улице, но люди не отступали. Было время, когда мы молились во дворе храма, оцепленные милицией, а вокруг забора была толпа разъяренная, которая все время скандировала: „Нифонта четвертовать, Нифонта четвертовать!“, „Вон московских попов, вон московских попов!“»
Новый епископ Нифонт (Солодуха) проявил настойчивость и вдохновлял народ, устраивая крестные ходы по епархии с иконами Божией Матери и лично посещая верующих. 21 июля 1998 года в Луцке был заложен камень под строительство нового кафедрального собора в честь Всех Святых земли Волынской.
3 мая 1996 года из состава епархии была выделена Владимир-Волынская кафедра. Тогда же Волынская епархия была переименована, по кафедральному городу, в Луцкую.
20 июля 2012 году решением Священного Синода Украинской православной церкви Луцкая и Волынская епархия стала именоваться Волынской и Луцкой.

## Епископы
- 16 октября 1799 — 29 декабря 1805 — Варлаам (Шишацкий)
- 2 февраля 1806 — 6 июля 1813 — Даниил (Натток-Михайловский)
- 14 сентября 1813 — 24 ноября 1828 — Стефан (Романовский)
- 1 декабря 1828 — 1 февраля 1832 — Амвросий (Морев)
- 10 февраля 1832 — 28 января 1840 — Иннокентий (Сельнокринов)
- 28 января 1840 — 4 ноября 1848 — Никанор (Клементьевский)  с 17 января 1843 в/у, архиеп. Варшавский
- 6 ноября 1848 — 1 июля 1860 — Арсений (Москвин)  в/у, архиеп. Варшавский
- 29 августа 1860 — 8 апреля 1862 — Антоний (Павлинский)
- 17 июня 1866 — 8 марта 1876 — Агафангел (Соловьёв)
- 26 апреля 1876 — 20 февраля 1882 — Димитрий (Муретов)
- 6 марта 1882 — 16 апреля 1885 — Тихон (Покровский)
- 4 мая 1885 — 25 ноября 1889 — Палладий (Ганкевич)
- 25 ноября 1889 — 13 апреля 1902 — Модест (Стрельбицкий)
- 27 апреля 1902 — 14 мая 1914 — Антоний (Храповицкий)
- 14 мая 1914—1920 — Евлогий (Георгиевский)
- 1917, 1921—1922, в/у, еп. Владимиро-Волынский — Фаддей (Успенский)
- 1920—1921, в/у — Гавриил (Воеводин)

| - 1922 — 15 февраля 1930 — Аверкий (Кедров) - 8 июня 1922 — 23 августа 1923 — Леонтий (Матусевич) в/у, еп. Коростенский - 6 ноября 1924 — 30 апреля 1925 — Максим (Руберовский) в/у, еп. Полонский - 1931 — 13 мая 1932 — Николай (Пирский) в/у - 13 ноября 1932 — 23 октября 1934 — Вячеслав (Шкурко) в/у до 1933 - 5 ноября 1934 — 27 ноября 1937 — Филарет (Линчевский) | в юрисдикции Польской Православной Церкви - 1922—1934 — Дионисий (Валединский) - 15 апреля 1934 — 28 октября 1940 — Алексий (Громадский) |

- 28 октября 1940 — 15 июля 1941 — Николай (Ярушевич)
- 15 июля 1941 — 7 мая 1943 — Алексий (Громадский)
- 6 июня 1943 — 23 мая 1944 — Дамаскин (Малюта)
- 23 мая 1944 — 3 января 1946 — Николай (Чуфаровский)
- январь 1946 — 3 июня 1948 — Варлаам (Борисевич)
- 3 июня 1948 — 15 ноября 1952, 27 июля 1956 — 9 июля 1962 — Панкратий (Кашперук)
- 15 ноября 1952 — 23 июля 1956 — Палладий (Каминский)
- 29 августа 1962 — 22 декабря 1964 — Мефодий (Мензак)
- 22 декабря 1964 — 8 октября 1965 — Леонтий (Гудимов)
- 8 октября 1965 — 30 декабря 1986 — Дамиан (Марчук)
- 30 декабря 1986 — 19 февраля 1990 — Варлаам (Ильющенко)
- 24 февраля 1990 — 25 августа 1992 — Варфоломей (Ващук)
- 25 августа 1992 — 18 октября 2016 — Нифонт (Солодуха)
- с 18 октября 2016 — Нафанаил (Крикота)

## География благочиний
- Берестечковское
- Гороховское
- Камень-Каширское
- Киверцовское
- Колковское
- Локачинское
- Луцкое
- Любешовское
- Маневичское
- Рожищенское
- Турийское

## Монастыри
- Воздвижения Креста Господня Старочарторыйский мужской монастырь, основан в 1997 году при Крестовоздвиженском соборе. Настоятель — игумен Владимир (Гапонюк). Волынская область, Маневичский район, село Старый Чарторийск[6];
- Сретения Господня Мыхновский женский монастырь, основан как мужской в 1642 году, впоследствии католический, после возвращения православным в 1795 году действовал как приход, возрождён в 1996 году как женский. Настоятельница — игумения Серафима (Селиверстова). Волынская область, Камень-Каширский район, село Мыхновка[6].

## Учебные заведения
- Волынская духовная семинария
- курсы псаломщиков-регентов
- свыше 100 воскресных школ

## Церковные СМИ
- газета «Дзвони Волинi»